# Гунин, Яков Степанович
Я́ков Степа́нович Гу́нин (5 декабря 1920, Иваново-Вознесенская губерния — 7 августа 2014, Москва) — советский организатор промышленного производства, директор Хлебниковского машиностроительно-судоремонтного завода Московского речного пароходства Министерства речного флота РСФСР — Российского государственного концерна речного флота в 1952—1991 годах. Заслуженный работник промышленности СССР (1991). Почётный гражданин города Долгопрудный.

## Биография
Родился 5 декабря 1920 года в деревне Немково Юрьевецкого уезда Иваново-Вознесенской губернии (ныне — Родниковского района Ивановской области) в семье рабочего.
В 1940 году окончил Горьковский речной техникум в городе Горький (ныне — Нижний Новгород). После окончания техникума работал капитаном буксирного судна Западного речного пароходства в городе Пинск Брестской области Белорусской ССР.
С 1940 года — в Красной Армии. Участник Великой Отечественной войны и войны с Японией. В 1943 году вступил в ВКП(б)/КПСС. В 1943—1945 годах — командир орудия, а затем разведчик 6-й батареи 5-го гвардейского воздушно-десантного артиллерийского полка 10-й гвардейской воздушно-десантной дивизии в составе Северо-Западного, Степного 2-го и 3-го Украинского фронтов, старшина. В должности командира отделения разведки батареи управления 5-го гвардейского воздушно-десантного гаубичного артиллерийского полка участвовал в войне с Японией. Награждён тремя медалями «За отвагу».
Демобилизовавшись из Красной Армии в 1945 году, поступил на работу в Московское речное пароходство. Работал капитаном теплохода «Леваневский», старшим штурманом теплохода «Профессор Мечников», мастером, начальником цеха Хлебниковских судоремонтных мастерских в посёлке Хлебниково Краснополянского района Московской области (ныне — микрорайон города Долгопрудный). В 1947 году окончил Ленинградский институт инженеров водного транспорта в городе Ленинграде (ныне — Санкт-Петербург).
В 1950 году был выдвинут на должность директора Щербаковских судоремонтных мастерских в городе Щербаков (с 1957 года — Рыбинск) Ярославской области. В этом же году был избран заместителем председателя горисполкома Щербаковского городского Совета депутатов трудящихся.
В августе 1952 года вернулся в Долгопрудный и был назначен директором Хлебниковских судоремонтных мастерских, ставших в 1954 году Хлебниковской ремонтно-эксплуатационной базой флота, которая в 1963 году была переименована в Хлебниковский судоремонтный завод (с 1975 года — Хлебниковский машиностроительно-судоремонтный завод, ХМСЗ). Бессменно руководил предприятием почти 40 лет.
Под его руководством к 1987 году объем производства завода вырос в 54 раза, в том числе судоремонт — в 32, машиностроение — в 73, а производительность труда возросла в 9 раз. К предприятию на техническое и хозяйственное обслуживание было приписано 31 судно различного назначения, 17 несамоходных барж. Заметно увеличились их мощность и грузоподъемность.
В посёлке Водники было построено 453 тысячи квадратных метров жилья, 2 магазина, детский сад, ясли, школа, поликлиника, аптека, Дома культуры «Водник» с кинозалом на 220 мест, стадион, 9-этажное общежитие. Неузнаваемо изменившийся третий микрорайон органически вписался в архитектурный план города.
Избирался депутатом Долгопрудненского городского Совета (на протяжении 40 лет), членом Исполкома городского Совета (на протяжении 18 лет), председателем совета директоров города Долгопрудного. Работал в комиссии по выборам в Верховный Совет СССР и РСФСР.
В конце 1991 года вышел на заслуженный отдых.
Скончался 7 августа 2014 года после продолжительной болезни.
Заслуженный работник промышленности СССР (20.12.1991) — за большой вклад в развитие производства топливной аппаратуры и запасных частей для судов речного флота.
Заслуженный работник транспорта РСФСР (20.02.1987).
Почётный гражданин города Долгопрудный (13.10.1982).

## Награды
- орден Октябрьской Революции;
- орден Отечественной войны 2-й степени (11.03.1985)[1];
- орден Трудового Красного Знамени;
- 3 медали «За отвагу» (05.11.1943[2]; 11.05.1945[3]; 14.10.1945[4]);
- медали СССР и Российской Федерации.

## Память
Его именем названа одна из улиц города Долгопрудный: дорога от железнодорожного переезда «Водники» до проходной ХМСЗ — улица Якова Гунина.
26 сентября 2015 года входящий в состав «Объединённой судостроительной корпорации» астраханский завод «Лотос» спустил на воду второе на этом заводе нефтеналивное судно «Волго-Дон макс» класса дедвейтом около 6610 тонн проекта RST25 «Яков Гунин» (строительный номер 25005).